# Музыкальная монограмма
Музыкальная монограмма (музыкальная анаграмма, литерафония — термин Ю. Н. Холопова, ономафония) — последовательность музыкальных нот, которая может служить для обозначения скрытого сообщения, как правило, с помощью установленного соответствия между нотами и буквами.
Наиболее распространёнными и известными примерами являются произведения композиторов, в которых они использовали свои собственные зашифрованные имена или имена своих друзей в качестве тем или мотивов.
Из-за огромного количества способов, которыми ноты и буквы могут быть поставлены в соответствие, задача обнаружения скрытых шифров и точной расшифровки чрезвычайно трудна.

## История возникновения
Буквенная нотация — самый простой и очевидный способ музыкального шифрования. Различные схемы обозначения нот из алфавита встречаются ещё в анонимном трактате X века «Dialogus de musica». С появлением новых нотаций стали использоваться различные методы шифрования. Однако наиболее распространёнными музыкальные монограммы стали в произведениях композиторов XIX века.

## Методы шифрования

#### Преобразование слогов текста в фонетически схожие названия нот
Считается, что этот метод был впервые использован Жоскеном Депре в его мессе «Hercules Dux Ferrariae». Теоретик музыки Джозеффо Царлино назвал его Soggetto cavato. При этом способе шифрования гласным буквам в тексте ставятся в соответствие слоговые названия ступеней звукоряда (ut, re, mi, fa, sol, la) Гвидо д’Ареццо (нота до называлась ut). Таким образом, имя адресата «Hercules Dux Ferrarie» (Эрколе I д’Эсте) превращается в re-ut-re-ut-re-fa-mi-re, что в современной музыкальной нотации записывается как D-C-D-C-D-F-E-D.

#### Преобразование букв в названия нот
Поскольку названия нот включают только буквы от A до G, возникла проблема шифрования остальной части алфавита. Существуют два решения, которые называют немецким и французским методами

#### Немецкий метод
В немецкой системе обозначений ноты от до до си обозначаются буквами латинского алфавита C, D, E, F, G, A, H. В этой системе си-бемоль обозначается как B, си-бекар — H. Самым известным пример такой монограммы — мотив B-A-C-H, который был использован Иоганном Себастьяном Бахом, а также его современниками и более поздними композиторами. Другие названия нот получаются на основе их произношения, например, E♭, Es в немецкой системе обозначений, может обозначать S, а A♭ — As. Композиторы, сталкиваясь с необходимостью создать монограмму на основе текста, содержащего буквы, которым нельзя поставить в соответствие ноты, пропускали их, или использовали фонетическое замещение. Например, Роберт Шуман использовал лишь S-C-H-A (E♭, C, B♮, A), чтобы подписаться своим именем в цикле фортепианных миниатюр «Карнавал».

#### Французский метод
Французский метод создания монограмм возник в начале XX века. Он заключается в выписывании букв A—G, H—N, O—U и V—Z в линии под названиями нот A—G, следующим образом:
| A | B | C | D | E | F | G |
| - | - | - | - | - | - | - |
| A | B | C | D | E | F | G |
| H | I | J | K | L | M | N |
| O | P | Q | R | S | T | U |
| V | W | X | Y | Z |   |   |

таким образом, каждой ноте соответствуют несколько букв, вписанных в три ряда под основной буквенной строкой.
Буквы A, H, O, и V шифруются нотой A, а буквы B, I, P и W — нотой B (бемоль или бекар) и так далее.

## Известные примеры

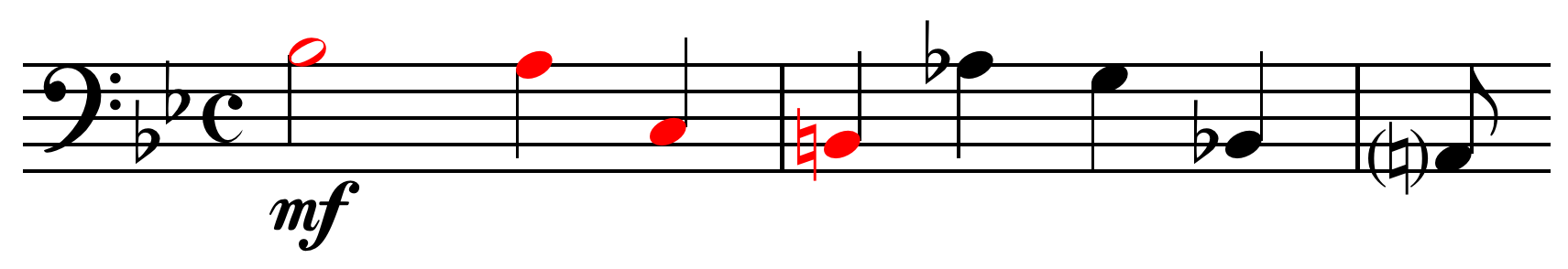
Мотив BACH в произведении Шумана Шесть фуг на имя «Bach» для органа или педального фортепиано, op. 60, no. 4, mm. 1-3.

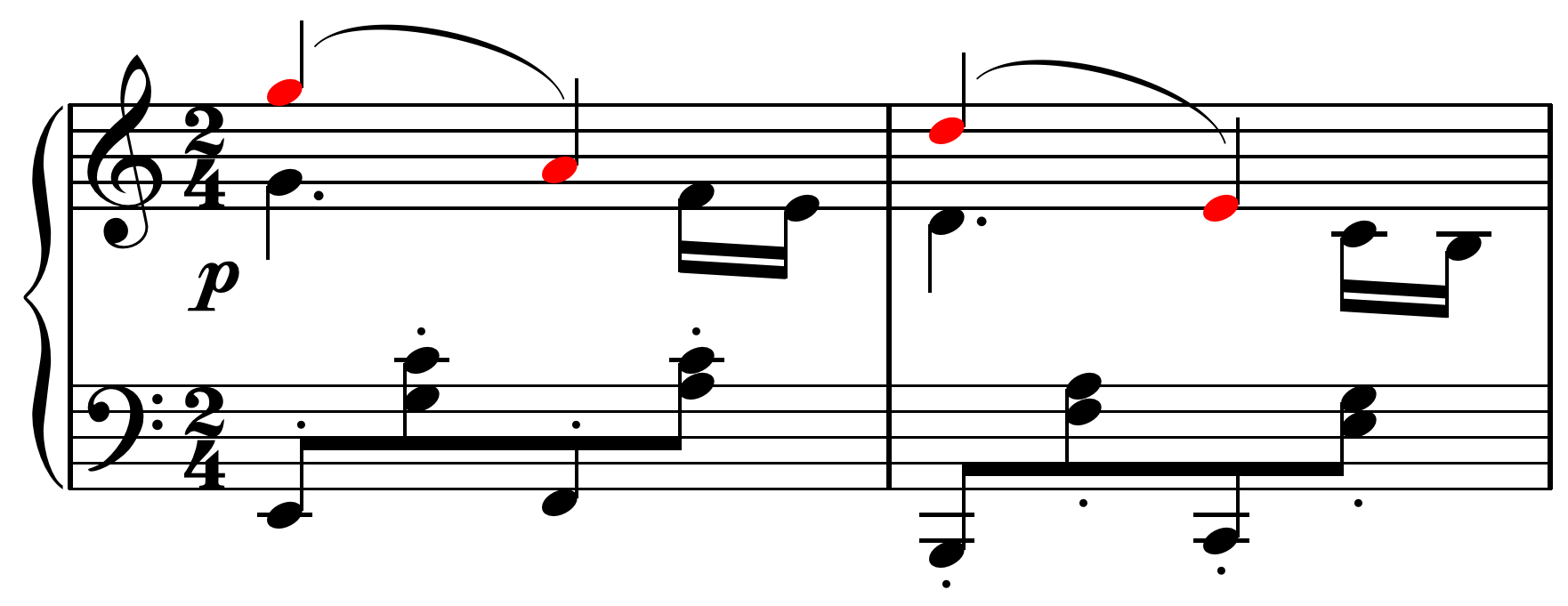
Мотив GADE в произведении Арнольда Шёнберга Drei kleine Clavierstücke, no. 3, Alla marcia, mm.20-21..

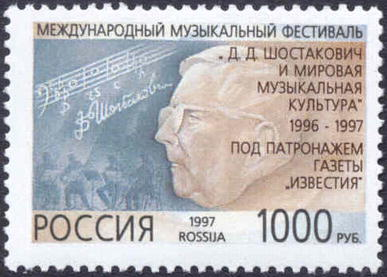
Музыкальная монограмма Д. Д. Шостаковича (слева вверху) на почтовой марке России 1997 года, посвящённой Международному музыкальному фестивалю «Д. Д. Шостакович и мировая музыкальная культура»

Данный список содержит мотивы, которые были использованы в опубликованных музыкальных произведениях.
- A, B♭, B♮, F (= A, B, H, F)

посвящён Альбаном Бергом Ханне Фукс-Робеттин (A. B. и H. F.), использовался Бергом в Лирической сюите.
- A, B♭, E, G, G (= A, B, E, G, G)

посвящён Мете Абегг, использовался Робертом Шуманом в Вариациях на тему ABEGG, op. 1.
- A, E♭, C, B♮ (= A, S, C, H) и A♭, C, B♮ (= As, C, H)

использовались Робертом Шуманом в «Карнавале», Op. 9.
- [A], E♭, C, B♮, B♭, E(♮), G (= [A], S, C, H, B, E, G)

использовался Арнольдом Шёнбергом (A. Schönberg).
- B♭, A, B, E♭ (= B, r, A, H, m, Es)

посвящён Иоганнесу Брамсу (Brahms), использовался Альфредом Шнитке в Сонате для скрипки и фортепиано № 2 вместе с мотивом B-A-C-H и другими аллюзиями.
- B♭, A, C, B♮ (= B, A, C, H)

использовался Иоганом Бахом и другими композиторами как дань уважения его творчеству.
- B, A, D, D, G (= H, A, Y, D, N)

посвящён Йозефу Гайдну, использовался Морисом Равелем в Менуэте на имя Гайдна (см. «Посвящение Йозефу Гайдну»).
- B, A, F (= B, La, F)

посвящён Митрофану Беляеву, использовался Римским-Корсаковым, Бородиным, Лядовым и Глазуновым в Квартете для струнных.
- B♭, D, G♯, A, C, F (= B, Re, Gis, La, Do, Fa)

посвящено Анатолию Лядову (от фразы «берегись Лядова»), использовался Николаем Мясковским в Квартете для струнных No. 3.
- C, A, F, F, E, E (= K, A, F, F, E, E)

шуточное посвящение кофе, использовался Эдуардом Маркссеном в фортепианной Фантазии в модном духе (итал. Fantasie alla moda; 1831).
- C, A, G, E

посвящён Джону Кейджу, использовался Полиной Оливерос и Саймоном Джеффсом в композиции Cage Dead.
- D, E♭, C, B (= D, S, C, H)

использовался Дмитрием Шостаковичем (D. Schostakowitsch).
- E, A, E, D, A (= E, La, Mi, Re, A)

посвящён Эльмире Назировой, ученице Дмитрия Шостаковича, использовался в его Симфония № 10.
- E♭, C, B♮, A (= S, C, H, A)

использовался Шуманом в «Карнавале», это переупорядоченный мотив A-S-C-H.
- F, A, E

посвящён скрипачу Йозефу Иоахиму. Личным девизом Иоахима была фраза «Свободен, но одинок» (нем. Frei aber einsam), начальные буквы которой по-немецки — F-A-E, использовался Робертом Шуманом, Иоганнесом Брамсом и Альбертом Дитрихом в Сонате F-A-E.

## Использование в криптографии
Основной задачей музыкальной криптографии является генерация шифротекста, который представляет собой приятную для слушателя последовательность звуков. Таким образом достигается эффект сокрытия наличия сообщения.
Разработан алгоритм простой замены, в котором соответствие между символами исходного текста и нотами устанавливается таким образом, чтобы шифротекст удовлетворял принципам классической музыки независимо от исходного текста. Такой алгоритм позволяет скрыть наличие сообщения, но неустойчив к частотному анализу.
Для улучшения криптостойкости используют однозвучный шифр подстановки. Он заключается в том, что символ открытого текста может быть заменён одной из нескольких возможных нот. При этом в качестве шифротекста используется единственная последовательность нот, которая выбирается по принципу максимизации энтропии.
Известны также алгоритмы музыкального шифрования, основанные на теории графов, нечёткой логике.